# تروینیچفسکایا
تروینیچفسکایا (به لاتین: Troynichevskaya) یک منطقهٔ مسکونی در روسیه است که در استان آرخانگلسک واقع شده‌است.